# Kongo na Mistrzostwach Świata w Lekkoatletyce 2011
Kongo na Mistrzostwach Świata w Lekkoatletyce 2011 reprezentowane było przez jednego zawodnika.

## Występy reprezentantów Kongo

### Mężczyźni

#### Konkurencje biegowe
| Konkurencja   | Zawodnik                 | Runda 1  | Runda 1 | Runda 2  | Runda 2 | Półfinał | Półfinał | Finał    | Finał   |
| Konkurencja   | Zawodnik                 | Rezultat | Pozycja | Rezultat | Pozycja | Rezultat | Pozycja  | Rezultat | Pozycja |
| ------------- | ------------------------ | -------- | ------- | -------- | ------- | -------- | -------- | -------- | ------- |
| Bieg na 100 m | Delivert Arsene Kimbembe | 10,85    | 10 q    | 10,94    | 49      |          |          |          |         |